# フランツ・フォン・グルイテュイゼン

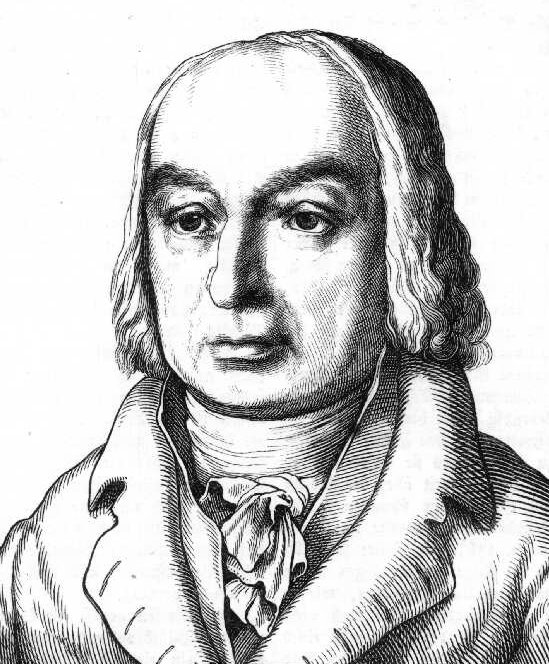
フランツ・フォン・グルイテュイゼン

フランツ・フォン・グルイテュイゼン（Franz von Paula Gruithuisen, 1774年3月19日 - 1852年6月21日）はドイツの医師、天文学者である。

## 生涯
バイエルン選帝侯領（のちバイエルン王国、現バイエルン州）のハルテンベルク城 (Burg Haltenberg) の貴族（男爵）の家に生まれた。外科医の教育を受け、医者として尿道結石を除去する技術や、道具の工夫で知られた。1808年から、医学、自然科学を教え始め、講義が評判となって、1828年にミュンヘン大学の天文学の教授に任命された。当時の人々と同じように月に人が住んでいると信じており、何度か月を観測し、シュレーター・クレーターの北部に直線的な魚の骨状の地形があり、これを街と砦であると発表した。しかしながら、この説は当時から懐疑的にとらえられており、後年のより強力な望遠鏡を用いた観察によって否定された。
グルイテュイゼンは三日月状に見える時の金星の先端に明るい点を発見し、月のクレーターが隕石の衝突が原因であると主張した。また金星の太陽の光が当たっていない部分の発光現象（アシェン光）が金星の住民の火祭りの光だと提唱した。
ミュンヘンにて没。月のグルイテュイゼン・クレーター (Gruithuisen) は彼にちなんで命名された。

## 著書
- Ueber die Existenz der Empfindung in den Köpfen und Rümpfen der Geköpften und von der Art, sich darüber zu belehren（1808年）
- Anthropologie（1810年）
- Organozoonomie（1811年）
- Über die Natur der Kometen（1811年）
- Beiträge zur Physiognosie und Eautognosie（1812年）
- Über die Ursachen der Erdbeben（1825年）
- Analekten für Erd- u. Himmelskunde（1828年 - 1836年）
- Der Mond und seine Natur（1844年）